# Hydraena germaini
Hydraena germaini är en skalbaggsart som beskrevs av Armand D'Orchymont 1923. Hydraena germaini ingår i släktet Hydraena och familjen vattenbrynsbaggar. Inga underarter finns listade i Catalogue of Life.